# Auke de Vries
Auke de Vries es un escultor y dibujante neerlandés, nacido el 27 de octubre de 1937 en la localidad de Burgum, en la provincia de Frisia.

## Datos biográficos
Auke de Vries es el autor de la escultura sin título, que forma parte del proyecto Sokkelplan de La Haya, obra de 1994.

## Obras

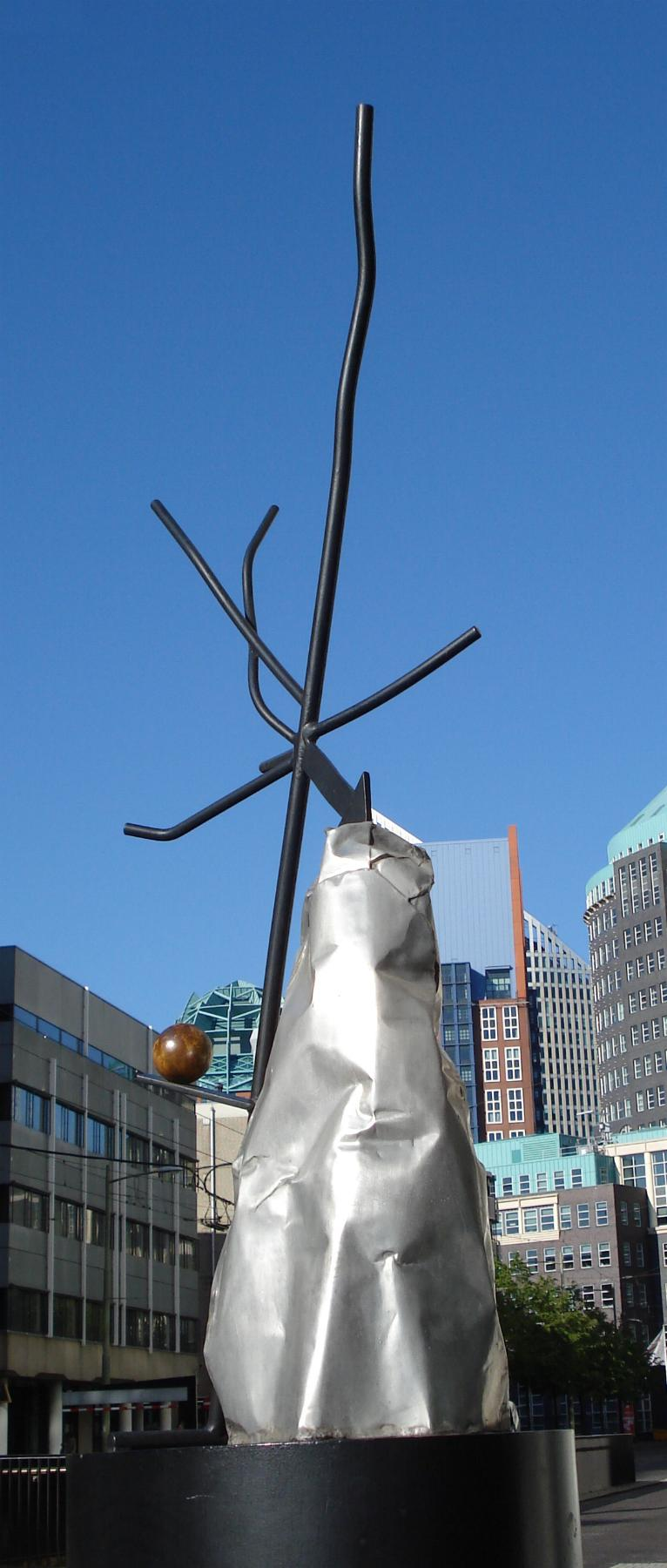
Z.T. (sin título) (1994) , La Haya.
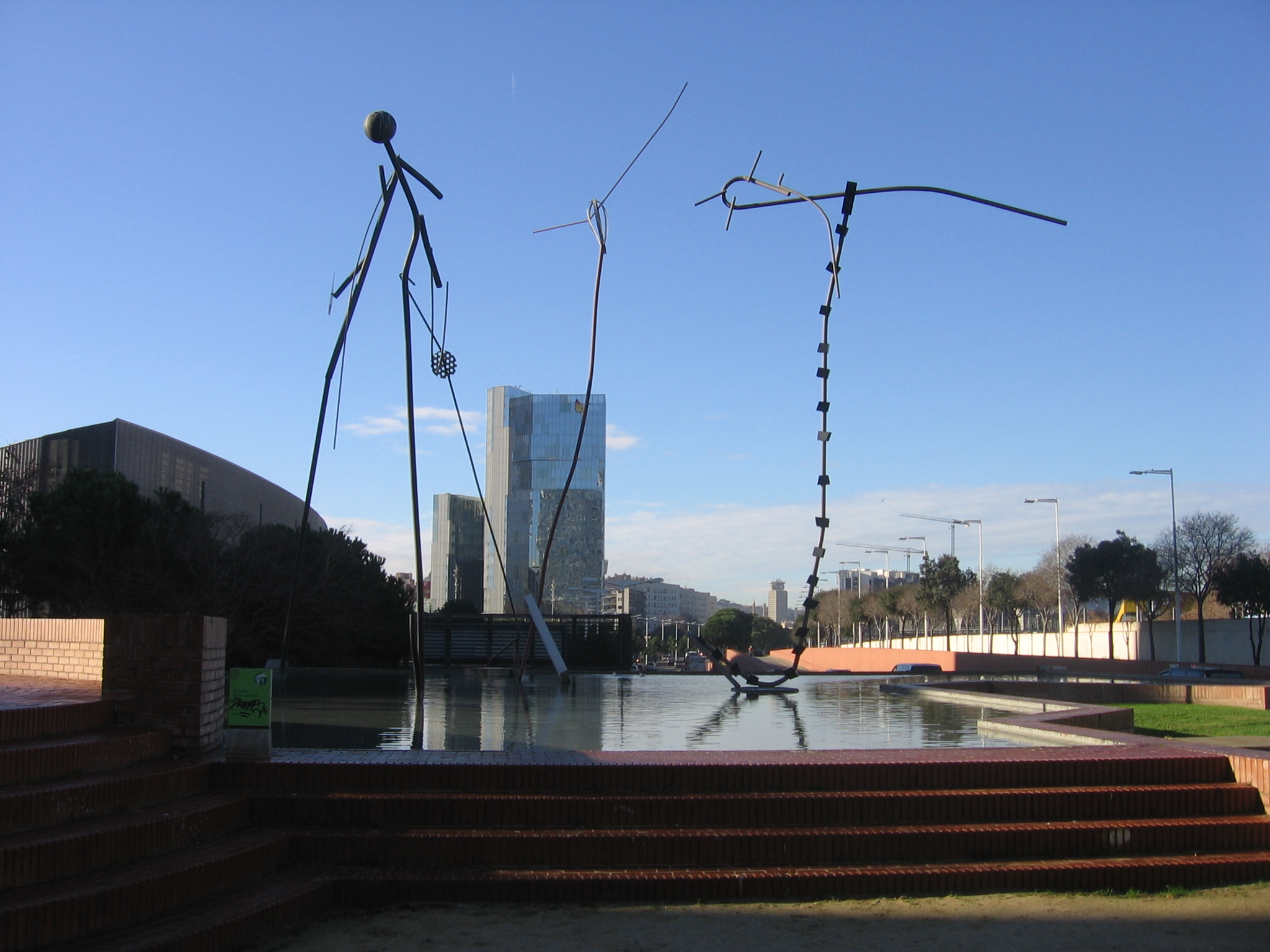
El Poder de la Palabra (1992), Parque de las Cascadas, Barcelona.